# Parafia Nawiedzenia Najświętszej Maryi Panny w Częstochowie
Parafia Nawiedzenia Najświętszej Maryi Panny w Częstochowie – rzymskokatolicka parafia, położona w dekanacie Częstochowa - Podwyższenia Krzyża Świętego, archidiecezji częstochowskiej w Polsce, erygowana w 1988. Projekt architektoniczny kościoła został wykonany przez Bogdana Jezierskiego z Częstochowy.